# Терри, Лоренс
Лоренс Терри младший (англ. Lawrence Terry, Jr.; род. 12 апреля 1946, Конкорд, Массачусетс) — американский гребец, выступавший за сборную США по академической гребле в конце 1960-х — начале 1970-х годов. Серебряный призёр летних Олимпийских игр в Мюнхене, победитель и призёр многих регат национального значения.

## Биография
Лоренс Терри родился 12 апреля 1946 года в городе Конкорд, штат Массачусетс.
Занимался академической греблей во время учёбы в Гарвардском университете, состоял в местной гребной команде «Гарвард Кримсон», неоднократно принимал участие в различных студенческих соревнованиях. Позже проходил подготовку в лодочном клубе «Юнион» в Бостоне.
В 1968 году вошёл в основной состав американской национальной сборной и благодаря череде удачных выступлений удостоился права защищать честь страны на летних Олимпийских играх 1968 года в Мехико — стартовал здесь в зачёте распашных безрульных четвёрок, занял в финале пятое место.
Впоследствии в 1970 и 1971 годах дважды выигрывал национальный чемпионат по академической гребле, в двойках с рулевым и без рулевого соответственно.
Находясь в числе лидеров гребной команды США, благополучно прошёл отбор на Олимпийские игры 1972 года в Мюнхене — на сей раз в составе экипажа-восьмёрки в главном финале пришёл к финишу вторым, пропустив вперёд только команду из Новой Зеландии, и тем самым завоевал серебряную олимпийскую медаль.
После мюнхенской Олимпиады Терри больше не показывал сколько-нибудь значимых результатов в академической гребле на международной арене.